# Dominik Máthé
Dominik Máthé (Nyíregyháza, 1 de abril de 1999) es un jugador de balonmano húngaro que juega de lateral derecho. Es internacional con la selección de balonmano de Hungría.
Su primer gran campeonato con la selección fue el Campeonato Mundial de Balonmano Masculino de 2019.

## Palmarés

### Elverum
- Liga de Noruega de balonmano (2): 2021, 2022

### Paris Saint-Germain
- Liga de Francia de balonmano (2): 2023, 2024
- Supercopa de Francia (1): 2023

## Clubes
| Club                | País    | Año         |
| ------------------- | ------- | ----------- |
| Balatonfüredi KSE   | Hungría | 2014 - 2020 |
| Elverum Handball    | Noruega | 2020 - 2022 |
| Paris Saint-Germain | Francia | 2022 - 2024 |